# Matelea romeroi
Matelea romeroi är en oleanderväxtart som beskrevs av G. Morillo. Matelea romeroi ingår i släktet Matelea och familjen oleanderväxter. Inga underarter finns listade i Catalogue of Life.